# Áditják
Az Áditják (dévanágari: आदित्य) a hinduizmusban számon tartott legfőbb alapelvek, amelyek mozgásban tartják a világot. Megszemélyesített formában Aditi fiai.  A hozzájuk intézett himnuszok a Rigvédában a legszebbek közé tartoznak.
Szoros kapcsolatban állnak az élet forrásának tekintett Nappal, a számuk – a tizenkét szoláris hónapnak megfelelően – tizenkettő. Az eredetileg megkülönböztetett nyolc Áditját a vaszuknak, a lét nyolc szférájának feleltették meg, de mikor számuk tizenkettőre emelkedett, és már a tizenkét alapelvet jelentették, rendszerint a következőkben jelölték meg őket :
- Ansa (az istenek részesedése)
- Arjaman (nagylelkű nemesség)
- Bhaga (megfelelő örökség)
- Daksa (rituális jártasság)
- Mitra (a barátságban tanúsított kitartás)
- Púsan (gyarapodás, jólét)
- Sakra (bátorság)
- Szvitri (a szavak ereje)
- Tvastri (mesterségbeli és gyakorlati ügyesség)
- Varuna (a végzet)
- Visnu (kozmikus törvény)
- Vivaszvat (a társadalmi törvény)

A későbbiek során bármely istenség Áditjának volt nevezhető (ennyire fontos szerepet játszik a 12 alapelv a világrend fenntartásában).

## Megjegyzés
1. ↑  Aditi: Határtalan tér és tudatosság, ebből következően végtelenség, örökkévalóság. Istennőként manifesztálódott alakja a kimeríthetetlen forrás.